# Élections législatives thaïlandaises de mars 1992
Des élections législatives thaïlandaises sont organisées le 22 mars 1992, soit la première après le coup d'État de février 1991.
Malgré leurs disparités de suffrages, de sièges obtenus ainsi que leurs candidatures indépendantes, la coalition soutenant la junte militaire en place depuis ce coup d'État, comprenant le Parti de l'Unité de la Justice (en) (PUJ), le Parti de la Nation thaïe (PNT), le Parti de l'Action sociale (en) (PAS), le Parti citoyen thaï (en) (PCT) ou encore le Parti populaire (th) (PP), parvient à s'imposer en tête des suffrages, le premier étant le PUJ avec 79 sièges obtenus sur 360. Les autres partis de la coalition suivent avec le PNT en 2de position en termes de sièges obtenus mais en 3e position en termes de suffrages exprimés, puis le PAS, qui arrive en 6e position dans les deux cas.
Des partis dits « pro-démocratie », tels que le nouveau Parti de la Nouvelle Aspiration (PNA), qui arrive en tête des suffrages exprimés (près de 10 millions de voix comparés aux partis pro-militaire) mais seulement 3e en termes de sièges obtenus (seulement 72 sièges), parvient également à tenir tête à la coalition pro-junte. Le Palang Dharma (en), autre parti d'opposition au régime, se hisse en 5e position en termes de sièges obtenus (41 sièges, dont 32 sièges sur 35 de Bangkok) mais se situe en 4e position en termes de suffrages exprimés. Les deux principaux partis d'opposition enregistrent de bons scores, comme pour le Palang Dharma qui améliore ses scores par rapport aux élections de 1988, ou encore le PNA qui parvient à se propulser au niveau national grâce à son haut score de suffrages exprimés et de pourcentage de vote (soit 22,42%, ce qui est supérieur au PUJ arrivé en tête).
Le 25 mars, il était prévu que le chef du parti arrivé en tête à ces élections, soit Narong Wongwan (en), devienne le Premier ministre, étant nommé comme candidat par la coalition pro-militaire après de nombreuses négociations entre militaires et politiques. Finalement, deux semaines plus tard, ce sera un des responsables du coup d'État qui sera nommé, le général Suchinda Khraprayun. Son gouvernement, avec les partis pro-junte, est nommé et investi par le roi Rama IX le 13 avril.

## Résultats
| Parti                              | Parti                                 | Voix       | %     | Sièges | +/- |
| ---------------------------------- | ------------------------------------- | ---------- | ----- | ------ | --- |
|                                    | Parti de la Nouvelle Aspiration (PNA) | 9 980 150  | 22,42 | 72     | Nv  |
|                                    | Parti de l'Unité de la Justice (PUJ)  | 8 578 529  | 19,27 | 79     | Nv  |
|                                    | Parti de la Nation thaïe (PNT)        | 7 305 674  | 16,41 | 74     | 13  |
|                                    | Palang Dharma (PD)                    | 5 104 849  | 11,47 | 41     | 27  |
|                                    | Parti démocrate (D)                   | 4 705 376  | 10,57 | 44     | 4   |
|                                    | Parti de l'Action sociale (PAS)       | 3 586 714  | 8,06  | 31     | 23  |
|                                    | Parti citoyen thaï (PCT)              | 2 280 887  | 5,12  | 7      | 24  |
|                                    | Parti de la Solidarité (PS)           | 1 315 075  | 2,95  | 6      | Nv  |
|                                    | Parti de la Masse (PM)                | 443 568    | 1,00  | 1      | 4   |
|                                    | Parti populaire (PP)                  | 376 580    | 0,85  | 4      | 17  |
| Force Nouvelle Unie (FNU)          | Force Nouvelle Unie (FNU)             | 337 361    | 0,76  | 0      | Nv  |
| Parti du Peuple thaï (PPT)         | Parti du Peuple thaï (PPT)            | 158 037    | 0,36  | 1      | 16  |
| Parti du Progrès local (PPL)       | Parti du Progrès local (PPL)          | 156 808    | 0,35  | 0      | Nv  |
| Parti de l'Agriculture libre (PAL) | Parti de l'Agriculture libre (PAL)    | 152 692    | 0,34  | 0      | Nv  |
| Parti de la Démocratie unie (PDU)  | Parti de la Démocratie unie (PDU)     | 34 651     | 0,08  | 0      | Nv  |
| Total                              | Total                                 | 44 516 951 | 100   |        |     |
|                                    |                                       |            |       |        |     |
| Votes valides                      | Votes valides                         | 18 668 740 | 97,15 |        |     |
| Votes blancs et invalides          | Votes blancs et invalides             | 547 726    | 2,85  |        |     |
| Total                              | Total                                 | 19 216 466 | 100   | 360    | 3   |
| Inscrits / participation           | Inscrits / participation              | 32 436 283 | 59,24 |        |     |